# Up (canção de The Saturdays)
Up  é o segundo single do primeiro álbum de estúdio, Chasing Lights, do girl group britânico The Saturdays. Foi escrita por Andreas Romdhane, Josef Larossi e Ina Wroldsen e produzida por Quis & Larossi. foi lançado em 12 de outubro de 2008 para download digital e no dia seguinte no formato CD single. Alcançou o número cinco no Reino Unido, onze na Irlanda e quinze na Europa.
O videoclipe da canção, dirigido por Harvey B Brown, mostra o grupo se apresentando com danças e pulando em grandes pilares.

## Formatos e faixas
UK CD single

(1785660; Lançado em 13 de outubro de 2008.
1. "Up" (edição para rádio) – 3:23
2. "Crashing Down" (Benjamin Findon, Robert Puzey, Mike Myers) – 3:10

(o b-side é uma cover de The Nolans, em seu álbum "Portrait")
Single digital

(1785660; Lançado em 12 de outubro de 2008.
1. "Up" (edição para rádio) – 3:23

Single digital do iTunes

(1785660; Lançado em 12 de outubro de 2008.
1. "Up" (edição para rádio) – 3:23
2. "Up" (Wideboys Remix) – 3:04

The Remixes
- "Up" (Wideboys Remix Edit)
- "Up" (Wideboys Club Mix)

## Paradas musicais
| Parada (2008)             | Melhor posição |
| ------------------------- | -------------- |
| Eurochart Hot 100 Singles | 15             |
| Irish Singles Chart       | 11             |
| Irish Downloads Chart     | 12             |
| UK Singles Chart          | 5              |

| País        | Certificações |
| ----------- | ------------- |
| Reino Unido | Prata         |